# Абдуллаев, Мамедсадыг
Мамедсадыг Мамедага оглы Абдуллаев  (1 июля 1924, Ленкорань, Азербайджанская ССР — 18 октября 2006) — анатом, гистолог. Доктор медицинских наук и профессор. Заслуженный деятель науки.

## Биография
Мамедсадыг Мамедага оглы Абдуллаев родился в городе Ленкорань Азербайджанской ССР. В 1940 году, окончил Ленкоранскую среднюю школу № 2 и в возрасте 16 лет, М. С. Абдуллаев поступил в Азербайджанский Медицинский Институт, в 1944 году окончил Институт с отличием. C 1943 года, до последних дней, преподавал в Азербайджанском Медицинском Институте. В 1947 году М. С. Абдуллаев успешно окончил аспирантуру, а в 1965 году докторантуру в Военно-медицинской Академии им. С. М. Кирова, по теме «Двигательные нервы глазного аппарата», в 1969 году стал профессором, с 1969 года — заведующий кафедрой гистологии. С 1969—1979 гг. — заведующий кафедрой «Нормальной анатомии» Медицинского Института. В 1988—2006 гг. — профессор кафедры «Нормальной анатомии». С 1973—1979 гг. — председатель общества анатомов, гистологов и эмбриологов, с 1976—1979 гг., 1992—1995 гг. — главный редактор Азербайджанского Медицинского журнала.
С 1976—1979 гг. — член комитета по терминологии АН Азербайджанской ССР.
В 1971 году указом Президиума Верховного Совета награждён орденом «Знак почёта»
В 2001 году лауреат премии «Qızıl qələm».
Мамедсадыг Абдуллаев скончался в городе Баку 18 октября 2006 года.

## Научная деятельность
Исследования М. С. Абдуллаева посвящены миелоархитектоники периферийной нервной системы в нормальных условиях и в условиях ишемии. М. С. Абдуллаев автор 300 научных трудов, 5 монографий.